# Banatska Topola
Banatska Topola (izvirno srbsko Банатска Топола; madžarsko Töröktopolya) je naselje v Srbiji, ki upravno spada pod Občino Kikinda; slednja pa je del Severnobanatskega upravnega okraja.

## Demografija
V naselju, katerega izvirno (srbsko-cirilično) ime je Банатска Топола, živi 858 polnoletnih prebivalcev, pri čemer je njihova povprečna starost 39,5 let (37,9 pri moških in 41,0 pri ženskah). Naselje ima 351 gospodinjstev, pri čemer je povprečno število članov na gospodinjstvo 3,04.
Prebivalstvo je večinoma nehomogeno, a v času zadnjih treh popisov je opazno zmanjšanje števila prebivalcev.
|  |

| Demografija | Demografija     | Demografija     |
| Leto        | Št. prebivalcev | Št. prebivalcev |
| ----------- | --------------- | --------------- |
|             |                 |                 |
|             |                 |                 |
|             |                 |                 |
|             |                 |                 |
| 1948        | 1177            |                 |
| 1953        | 965             |                 |
| 1961        | 1033            |                 |
| 1971        | 1733            |                 |
| 1981        | 1382            |                 |
| 1991        | 1176            | 1171            |
| 2002        | 1073            | 1066            |
|             |                 |                 |

| Etnična sestava po popisu iz leta 2002 | Etnična sestava po popisu iz leta 2002 | Etnična sestava po popisu iz leta 2002 | Etnična sestava po popisu iz leta 2002 | Etnična sestava po popisu iz leta 2002 |
| -------------------------------------- | -------------------------------------- | -------------------------------------- | -------------------------------------- | -------------------------------------- |
| Srbi                                   | Srbi                                   |                                        | 570                                    | 53,47%                                 |
| Madžari                                | Madžari                                |                                        | 434                                    | 40,71%                                 |
| Nemci                                  | Nemci                                  |                                        | 5                                      | 0,46%                                  |
| Muslimani                              | Muslimani                              |                                        | 5                                      | 0,46%                                  |
| Bolgari                                | Bolgari                                |                                        | 3                                      | 0,28%                                  |
| Hrvati                                 | Hrvati                                 |                                        | 2                                      | 0,18%                                  |
| Črnogorci                              | Črnogorci                              |                                        | 1                                      | 0,09%                                  |
| Slovaki                                | Slovaki                                |                                        | 1                                      | 0,09%                                  |
| Neznano                                | Neznano                                |                                        | 26                                     | 2,43%                                  |